# Albiorix (satélite)
Albiorix, também conhecido como Saturno XXVI, é um satélite natural prógrado de Saturno. Foi descoberto por Holman, et al. em 2000, e recebeu a designação provisória S/2000 S 11. Foi nomeado em agosto de 2003 a partir de Teutates (também conhecido como Albiorix).
Albiorix tem cerca de 32 quilômetros de diâmetro, sendo assim o maior membro do grupo Gaulês de satélites. Orbita Saturno a uma distância média de 16 401 100 km em 783,52 dias, com uma inclinação de 35,511° e uma de excentricidade de 0,4838.
Dada a similaridade dos elementos orbitais e a homogeneidade das características físicas com outros membros do grupo Gaulês, foi sugerido que esses satélites podem ter uma origem comum na quebra de uma lua maior.